# جمعية السباط للحفاظ على التراث

## النشأة
تأسّست جمعية السباط للحفاظ على التراث سنة 1999 في البلدة القديمة بمدينة الناصرة بمبادرة الباحث والمؤرخ الفلسطيني خالد عوض وعددٍ من المثقفين، بهدف إنشاء متحف وأرشيف يوثّق الموروث الشعبي والتاريخ الشفوي الفلسطيني. حصلت الجمعية في العام نفسه على ترخيص رسمي من مسجّل الجمعيات الإسرائيلي للعمل الثقافي الأهلي.

## مقرّ الجمعية والمتحف
تتخذ الجمعية مقراً داخل منزلٍ تقليديّ يعود إلى أواخر القرن التاسع عشر في حارة السوق. يضمُّ المبنى ستّ غرفٍ مقبّبة (عقود)، ومغارة داخلية، وفناءً (حاكورة) مُسجَّلاً في الطابو العثماني. حوّلت الجمعية هذا البيت إلى «متحف التراث الشعبي» الذي يحتوي على أكثر من 700 قطعة أثرية وأدواتٍ تراثية تتراوح زمنياً من العصر الكنعاني حتى فترة الانتداب البريطاني، من بينها جرارٌ فخارية، وأوانٍ مملوكية، وأزياء شعبية فلسطينية.

## الأهداف
- الحفاظ على الهوية الثقافية الفلسطينية عبر جمع وعرض المقتنيات التراثية.
- توثيق التاريخ الشفوي والفلكلور الفلسطيني ونشره للأجيال الناشئة.
- تنظيم نشاطات تثقيفية لطلبة المدارس والزوار المحليين والأجانب.[4]

## الأنشطة والبرامج
- جولات تعليمية في المتحف لطلبة المدارس والجامعات.
- ورش حِرَفية للأطفال وفعاليات ثقافية دوريّة.
- معارض متنقّلة للصور والوثائق التاريخية.
- إصدار كتبٍ ودراسات؛ منها سلسلة «سِجل وصور» عن مدن فلسطين.
- أمسيات ثقافية وفنية، مثل الإفطار الرمضاني الجماعي في مارس 2025.[5]

## التمويل والشراكات
تعتمد الجمعية على رسوم الزيارات التطوعية، والتبرعات الفردية، ودعمٍ متقطع من مؤسسات مانحة مثل «مؤسسة التعاون» التي موّلت بعض منشوراتها البحثية.

## الإدارة
يترأس خالد عوض إدارة الجمعية منذ تأسيسها، ويعاونه مجلسٌ مُصغَّر من باحثين ومتطوّعين؛ من بينهم منى ظاهر، جمال طه، جمال علوش، محمد أمين صفوري، وفوزي شليان، وقد شغل بعضُهم منصبَ الرئاسة في دوراتٍ سابقة.

## التقدير والتغطية الإعلامية
حظيت الجمعية بتغطيةٍ في وسائل إعلامٍ محلّية مثل «بانيت» و«بقجة»، كما تُعدّ واحدة من أبرز مبادرات الحفاظ على التراث المادي الفلسطيني داخل أراضي 1948.

## وصلات خارجية
- صفحة جمعية السباط على فيسبوك  على فيسبوك.
- بطاقة الجمعية على موقع منتدى الجمعيات الثقافية العربية